# 大津町立矢護川小学校
大津町立矢護川小学校（おおづちょうりつ やごかわしょうがっこう）は、かつて熊本県菊池郡大津町にあった小学校。

## 沿革
- 1874年(明治7年)12月 - 公立中窪田小学校創立
- 1876年(明治9年) - 護川小学校と改称
- 1890年(明治23年) - 尾足小学校矢護川分教場と改称
- 1893年(明治26年) - 杉水尋常小学校矢護川分教場と改称
- 1907年(明治40年)4月1日 - 護川東部尋常高等小学校と改称
- 1908年(明治41年)4月1日 - 護川東部尋常小学校と改称
- 1917年(大正6年)4月1日 - 護川東部尋常高等小学校と改称
- 1941年(昭和16年) - 護川東部国民学校と改称
- 1947年(昭和22年) - 護川村立護川東小学校と改称
- 1956年(昭和31年) - 大津町立矢護川小学校と改称
- 2003年(平成15年) - 大津町立平川小学校、大津町立真城小学校と統合し大津町立大津北小学校となる。

## 歴代校長
- - 初代校長
- - 現校長